# 이기순 (핸드볼 선수)
이기순(李基順, 1966년 8월 15일~)은 대한민국의 핸드볼 선수로 포지션은 센터백이다. 1988년 하계 올림픽에서 금메달을 따는데 기여했다. 